# Selaginella lanceolata
Selaginella lanceolata är en mosslummerväxtart som beskrevs av Otto Warburg. Selaginella lanceolata ingår i släktet mosslumrar, och familjen mosslummerväxter. Inga underarter finns listade i Catalogue of Life.